# Citilink
Citilink là một hãng hàng không chi phí thấp có trụ sở tại Jakarta, Indonesia. Hãng được thành lập vào năm 2001 như là một công ty con,của Garuda Indonesia,được thiết lập để cung ứng dịch vụ vận chuyển hành khách giữa các thành phố của Indonesia.Kể từ ngày 30 tháng 7 năm 2012 Citilink đã chính thức hoạt động như một thực thể kinh doanh riêng biệt với Garuda Indonesia, vận hành 14 máy bay với một callsign, logo và đồng phục mới. Trung tâm chính của hãng là sân bay quốc tế Juanda, Surabaya, Đông Java. Hãng hàng không này hiện đang bị cấm hoạt động trong không phận Liên minh châu Âu.
Kể từ khi có được AOC trong tháng 8 năm 2012, Citilink đã vận chuyển 8 triệu hành khách vào cuối năm 2013 với tỷ lệ chiếm 85 phần trăm và đến đúng giờ đạt 87 phần trăm.

## Điểm đến
Các điểm đến:
 Indonesia
- Java và quần đảo Sunda Nhỏ
  - Bali (Sân bay quốc tế Ngurah Rai)

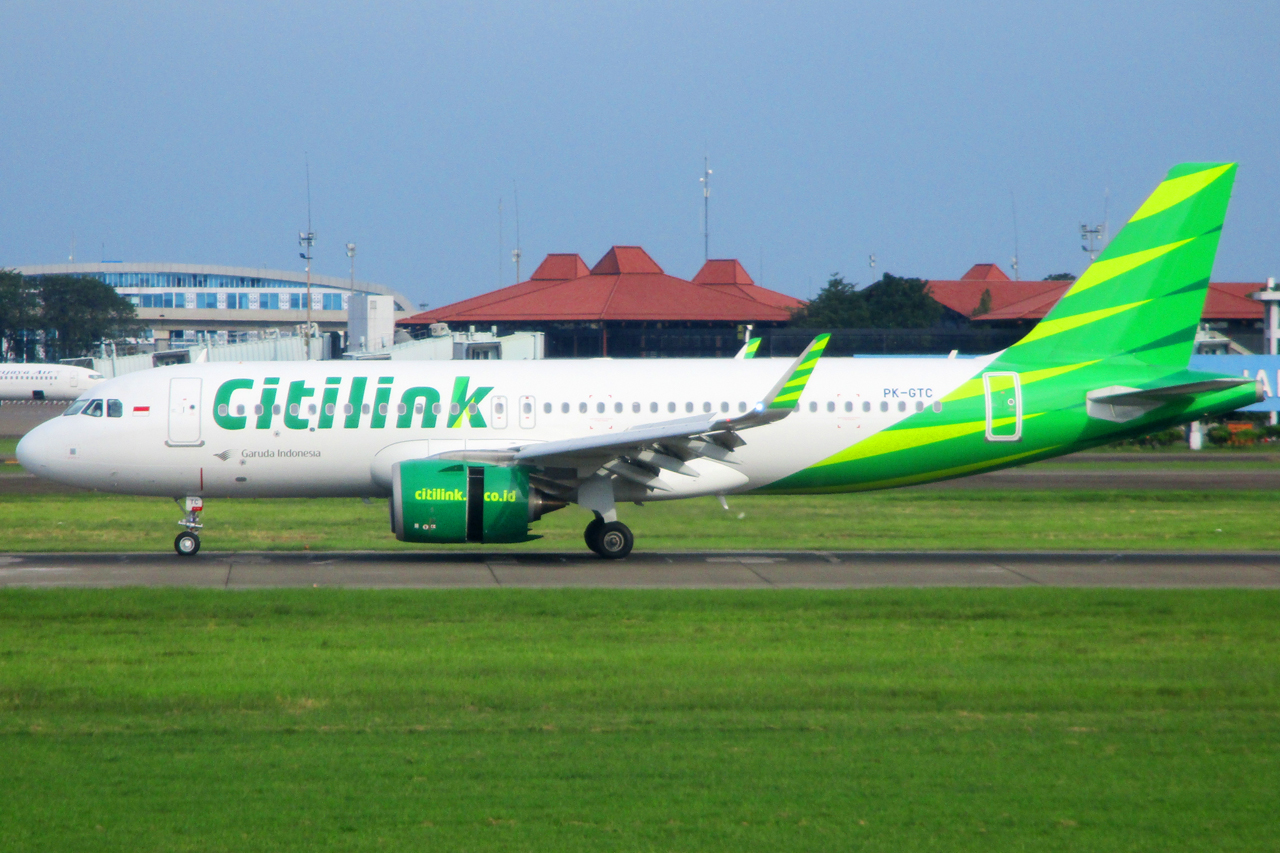
Airbus A320neo

  - Bandung (Sân bay quốc tế Husein Sastranegara)
  - Jakarta (Sân bay quốc tế Soekarno-Hatta)
  - Jakarta (Jakarta-Halim Perdanakusuma)
  - Mataram (Sân bay quốc tế Lombok)
  - Malang (Sân bay Abdul Rachman Saleh)
  - Semarang (Sân bay quốc tế Achmad Yani)
  - Surabaya (Sân bay quốc tế Juanda)
  - Yogyakarta (Sân bay quốc tế Adisucipto)
  - Solo (Sân bay quốc tế Adisumarmo)
  - Kupang (Sân bay El Tari)
- Sumatra và quần đảo Riau
  - Batam (Sân bay Hang Nadim)
  - Bengkulu (Sân bay Fatmawati Soekarno)
  - Jambi (Sân bay Sultan Thaha)
  - Medan (Sân bay quốc tế Kuala Namu)
  - Padang (Sân bay quốc tế Minangkabau)
  - Pangkal Pinang (Sân bay Pangkal Pinang)
  - Palembang (Sân bay Sultan Mahmud Badaruddin II)
  - Pekanbaru (Sân bay quốc tế Sultan Syarif Qasim II)
  - Tanjung Pandan (Sân bay Buluh Tumbang)
- Kalimantan
  - Balikpapan (Sân bay Sultan Aji Muhammad Sulaiman)
  - Banjarmasin (Sân bay Syamsudin Noor)
- Sulawesi
  - Makassar (Sân bay quốc tế Sultan Hasanuddin)
  - Manado (Sân bay quốc tế Sam Ratulangi)
  - Maluku
  - Ambon (Sân bay Pattimura)

 Saudi Arabia
- - Jeddah (Sân bay quốc tế King Abdulaziz) (bay thuê chuyến theo mùa)

## Đội tàu bay
Tính đến tháng 7/2021:
| Máy bay         | Đang vận hành | Đặt hàng | Hành khách (Premium/Economy) | Ghi chú                                                      |
| --------------- | ------------- | -------- | ---------------------------- | ------------------------------------------------------------ |
| Airbus A320-200 | 41            | —        | 180 (0/180)                  | PK-GQI mang màu sơn cũPK-GLZ và PK-GLW dán sticker tiket.com |
| Airbus A320neo  | 10            | 25       | 180 (0/180)                  | PK-GTF dán sticker 50th A320                                 |
| Airbus A330-900 | 2             | —        | 365 (42/323)                 |                                                              |
| ATR 72-600      | 7             | —        | 70 (0/70)                    |                                                              |
| Boeing 737-500  | 2             | —        | Chở hàng                     |                                                              |
| Tổng cộng       | 62            | 25       |                              |                                                              |